# ستة بنسات (عملة نيوزيلندا)
الستة بنسات النيوزيلندية هي عملة من الجنيه النيوزيلندي صدرت من عام 1933 إلى عام 1965. يساوي ستة بنسات ضعف ثلاثة بنسات أو نصف شلن وكان أحد الفئات الخمس من العملات الفضية التي قدمت في الإصدار الأول من عملة نيوزيلندا في عام 1933. رفض التصميمات المبكرة للعملة المعدنية التي تحتوي على الرماح والسراخس الفضية من قبل لجان التصميم في بريطانيا ونيوزيلندا. ويظهر الوجه الخلفي الأخير للعملة الذي صممه جورج كروجر جراي صورة أنثى هويا وهو طائر منقرض من نيوزيلندا يقف على قمة فرع شجرة. صدرت هذه العملة بنسبة 50% من الفضة حتى أدى ارتفاع أسعار الفضة بعد الحرب العالمية الثانية إلى التحول إلى النحاس والنيكل في عام 1947 وسكت العملة بشكل متسق نسبيًا حتى عام 1965 عندما تم التوقف عن سكها بعد التحول إلى النظام العشري واعتماد الدولار النيوزيلندي.

## الخلفية
تدولت العملات الفضية البريطانية بما في ذلك العملات من فئة ستة بنسات لأول مرة في نيوزيلندا خلال أوائل القرن التاسع عشر جنبًا إلى جنب مع العديد من العملات الفضية الأخرى بما في ذلك العملات الأمريكية والإسبانية والفرنسية والهولندية. أكد الجنيه الإسترليني البريطاني باعتباره العطاء القانوني الوحيد في عام 1858 ولكنه كان في الواقع العملة الوحيدة المتداولة منذ عام 1847. بدأت أستراليا في إصدار عملاتها المعدنية الخاصة في عام 1910 بما في ذلك العملة الأسترالية من فئة ستة بنسات. بدأ التداول الواسع النطاق للعملات الفضية الأسترالية في نيوزيلندا في عام 1930 عندما خفضت أستراليا قيمة الجنيه الأسترالي مقابل الجنيه الإسترليني. بدأت كميات كبيرة من العملة الأسترالية المخفضة تتدفق إلى نيوزيلندا لتشكل في نهاية المطاف ما بين 30% إلى 40% من إجمالي العملات المتداولة بحلول أوائل عام 1933. كما زادت عمليات تزوير العملات الفضية خلال هذه الفترة.
وفي عام 1933 خفضت نيوزيلندا قيمة الجنيه النيوزيلندي مما أدى إلى تهريب جماعي للعملات الفضية إلى بريطانيا وممتلكاتها الاستعمارية الأخرى. بعد عدة عقود من المقترحات سعت حكومة نيوزيلندا إلى إنشاء عملة محلية في نفس العام. حدد قانون العملات لعام 1933 أوزان وأحجام الفئات الستة من العملات الفضية النيوزيلندية وحدد الستة بنسات على أنها عملة تزن 2.83 جرام ودرجة نقائها 0.500. كانت قيمة الستة بنسات هي بنسين وثلاثة بنسات أو نصف شلن. مع أن الشركات المحلية عرضت إنتاج العملات المعدنية إلا أن حكومة نيوزيلندا اعتبرت أن المرافق المحلية غير كافية للإنتاج الضخم وتعاقدت مع دار سك العملة الملكية البريطانية لسك العملة.

## التصميم

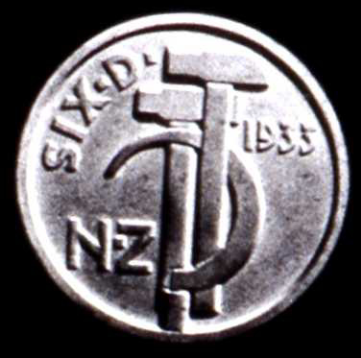
رفض نموذج المطرقة والمنجل الذي ابتكره ميتكالف بسبب ارتباطاته الشيوعية المحتملة.

تميزت جميع وجوه العملات المعدنية من الإصدار الأولي لعام 1933 بتمثال نصفي للملك جورج الخامس صممه بيرسي ميتكالف في البداية للاستخدام على الجنيه الروديسي الجنوبي. استند هذا إلى تمثال نصفي متوج أقدم للنحات الأسترالي بيرترام ماكينال والذي استخدم في سك العملات المعدنية في المستعمرات والممتلكات البريطانية الأخرى. كان التصميم العكسي للعملة نتاج تعاون بين دار سك العملة الملكية وحكومة نيوزيلندا. استشير فنانين محليين وأعضاء جمعية العملات النيوزيلندية طوال عملية التصميم ولكن كلف فنانين بريطانيين بإنشاء سلسلة أولية من التصاميم مع أن طلبات الجمعيات الفنية المحلية للحصول على فنون محلية للعملات المعدنية. وقد قاموا بإسناد هذه المهمة إلى ميتكالف وجورج كروجر جراي وهو مصمم آخر غزير الإنتاج في دار سك العملة الملكية. كلف الاثنين بتقديم تصميمات لكل من الفئات الخمس الأولية للعملات الفضية.

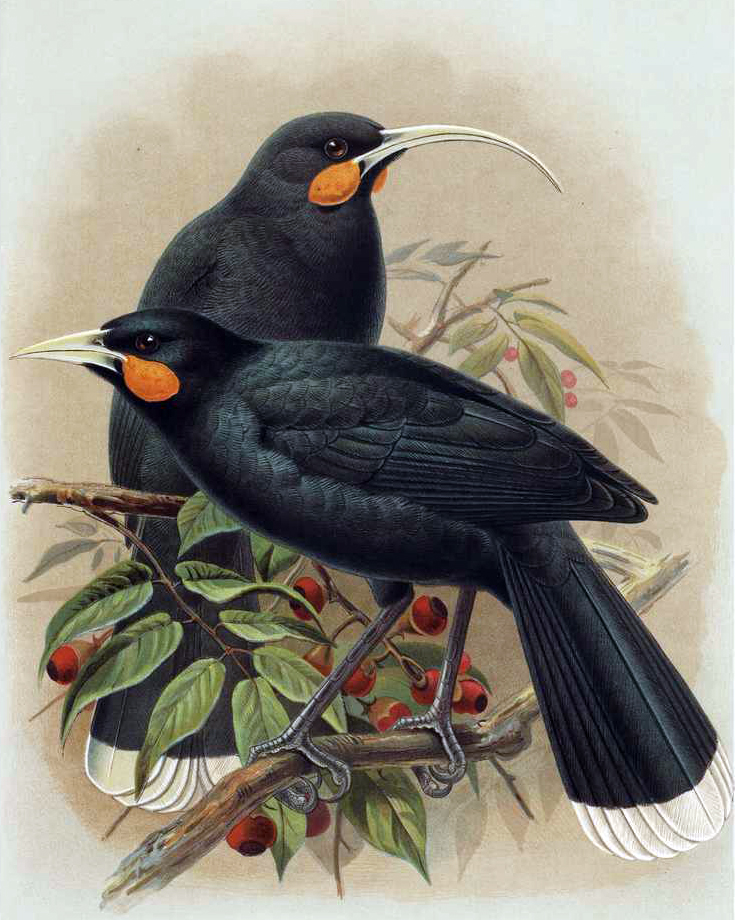
هويا كما هو موضح في تاريخ طيور نيوزيلندا

قدم ميتكالف تصميمًا للعملة المعدنية ذات الستة بنسات والذي يتضمن مطرقتين متراكبتين فوق منجل ومن المرجح أنه مستوحى من مطارق التعدين الموجودة على شعار النبالة الوطني. هذا التصميم نظرًا لتشابهه مع رمز المطرقة والمنجل في الاتحاد السوفيتي رُفض بشدة من قِبل اللجنة الاستشارية لدار سك العملة الملكية بسبب "ارتباطاته السياسية غير المرغوب فيها". ووُصف تصميمان بديلان للعملة ذات الستة بنسات من ميتكالف وكلاهما يتميز برقم ستة مُصمم محاطًا بأحرف "أن زي" بأنهما عاديان ومُتقشفان.
قدم كروجر جراي تصميمًا يضم تاياها متقاطعة وهو تصميم مشابه لعملة الثلاثة بنسات الروديسية الجنوبية السابقة. رفض هذا التصميم من قبل اللجنة الاستشارية بسبب استحالة إظهار غالبية مقابض الرماح. وقد أوصت اللجنة بتصميم بديل يحتوي على نقش سرخس فضي حيث أظهر نموذجه المحدث سرخسين متقاطعين.
كان رئيس وزراء نيوزيلندا جورج فوربس يتمتع برئاسة ضعيفة وكان وزير المالية جوردون كوتس يشغل منصب رئيس الوزراء بالإنابة بحكم الأمر الواقع وخاصة أثناء إقامة فوربس الطويلة في بريطانيا. في يوليو 1933 عيّن كوتس لجنة لتصميم العملات منفصلة عن دار سك العملة الملكية تتألف من فنانين محليين مختلفين إلى جانب أعضاء من جمعية العملات النيوزيلندية. وقد أبدت هذه اللجنة الجديدة اعتراضها بشكل كبير على تصاميم العملات التي وافقت عليها اللجنة الاستشارية. اقترح هويا من قبل لجنة التصميم حيث كان من الصعب تكرار تصميمات السرخس على العملات المعدنية.
أشار كروجر جراي إلى تصوير هويا بواسطة جي جي كوليمانز في كتابه تاريخ طيور نيوزيلندا. اختار طائرًا أنثى لمنقاره المنحني ورسم الطائر على غصن مخالفًا التعليمات لحقل عادي مدعيًا : "لا أرى كيف يمكن استخدام هويا بدون غصن!" وبعد فحصها من قبل لجنة نيوزيلندا وإجراء تعديلات طفيفة على الغصن وفق على إنتاج العملة. دخلت أول ستة بنسات مؤرخة بعام 1933 إلى البلاد في يناير 1934.

### الاستقبال
وصف عالم الأعراق يوهانس أندرسن في مقال له في صحيفة ذا دومينيون الهوييا الموجودة على ظهر العملة بأنها "جذابة" ولكن تصميمها غير مرضٍ بسبب الأجنحة ذات التصميم السيئ وعدم وجود تمييز على الريش الأبيض في نهاية ذيل الطائر.

## ضرب النقود
كانت عمليات سك العملات المعدنية من فئة ستة بنسات متسقة بشكل عام طوال فترة تداولها دون وجود تواريخ رئيسية. أصدرت لكل عام باستثناء عامي 1938 و1949. ونتيجة لارتفاع أسعار الفضة في السنوات التي أعقبت الحرب العالمية الثانية صنعت الفئات الفضية السابقة (بما في ذلك الثلاثة بنسات) من سبيكة النحاس والنيكل منذ عام 1947 بالإضافة إلى إصدار التاج في عام 1949. سحب الكثير من العملات الفضية من التداول وصهرت من قبل البنوك. ألغيت الستة بنسات في عام 1967 لصالح الفئات الجديدة من الدولار النيوزيلندي.
باستثناء مجموعات العملات النقدية التجريبية التي صدرت في عامي 1935 و1953 أصدرت العملات النقدية التجريبية من فئة ستة بنسات بأعداد صغيرة للغاية خلال معظم سنوات إنتاجها. صنع عشرين عملة معدنية من فئة ستة بنسات فقط في عامي 1933 و1934. أصدرت 25000 عملة معدنية من فئة ستة بنسات "تشبه العملات المعدنية الأصلية" كجزء من مجموعة جامع عام 1965 إلى جانب 10 عملات معدنية أصلية.
| تاريخ      | 1933      | 1934      | 1935    | 1936      |
| ---------- | --------- | --------- | ------- | --------- |
| ضرب النقود | 3,000,000 | 3,600,000 | 560,000 | 1,480,000 |

| تاريخ      | 1937      | 1938 | 1939    | 1940    | 1941    | 1942    | 1943      | 1944      | 1945    | 1946      | 1947      | 1948      | 1949 | 1950    | 1951      | 1952      |
| ---------- | --------- | ---- | ------- | ------- | ------- | ------- | --------- | --------- | ------- | --------- | --------- | --------- | ---- | ------- | --------- | --------- |
| ضرب النقود | 1,280,000 | 0    | 700,000 | 800,000 | 440,000 | 360,000 | 1,800,000 | 1,160,000 | 940,000 | 2,120,000 | 3,200,000 | 2,000,000 | 0    | 800,000 | 1,800,000 | 3,200,000 |

| تاريخ      | 1953      | 1954      | 1955      | 1956      | 1957      | 1958      | 1959      | 1960      | 1961    | 1962      | 1963    | 1964      | 1965      |
| ---------- | --------- | --------- | --------- | --------- | --------- | --------- | --------- | --------- | ------- | --------- | ------- | --------- | --------- |
| ضرب النقود | 1,200,000 | 1,200,000 | 1,600,000 | 2,000,000 | 2,400,000 | 3,000,000 | 2,000,000 | 1,600,000 | 800,000 | 1,200,000 | 800,000 | 3,800,000 | 8,600,000 |

### الاستشهادات
1. ↑  Matthews، Ken (مارس 2003). "The Legal History of Money in New Zealand" (PDF). Reserve Bank of New Zealand Bulletin. ج. 66 ع. 1: 40–49. مؤرشف (PDF) من الأصل في 2023-11-01. اطلع عليه بتاريخ 2023-11-24.
2. ↑  Hargreaves 1972، صفحة 32.
3. ↑  Hargreaves 1972، صفحات 141-142.
4. ↑  Hargreaves 1972، صفحة 142.
5. ↑  An act to make Provision with respect to Currency, Coinage, and Legal Tender in New Zealand، 1933 "Archived copy". مؤرشف من الأصل في 2023-11-05. اطلع عليه بتاريخ 2023-12-28.{{استشهاد ويب}}:  صيانة الاستشهاد: BOT: original URL status unknown (link) صيانة الاستشهاد: الأرشيف كعنوان (link)
6. ↑  Hargreaves 1972، صفحات 144-145.
7. ↑  Johnson، Robert A. (1934). Sixty-Fourth Annual Report of the Deputy Master and Comptroller of the Royal Mint – 1933 (Report). London: His Majesty's Stationery Office. ص. 6–8. مؤرشف من الأصل في 2023-11-04. اطلع عليه بتاريخ 2023-11-24.
8. ↑  Stocker 2005، صفحة 148.
9. 1 2  Stocker 2005، صفحة 149.
10. ↑  Gardner، W. J. (1996). "Forbes, George William". Dictionary of New Zealand Biography – Te Ara. مؤرشف من الأصل في 2018-02-23. اطلع عليه بتاريخ 2023-12-29.
11. ↑  Stocker 2005، صفحة 151.
12. ↑  Stocker 2005، صفحة 153.
13. ↑  Stocker 2005، صفحة 155.
14. ↑  Stocker 2005، صفحة 157.
15. ↑  Andersen، Johannes C. (30 أبريل 1934). ""WARLIKE SHILLING": Experts Criticize New Zealand Coins". Dominion. ص. 8. مؤرشف من الأصل في 2024-12-23.
16. ↑  Cuhaj، George S. (2015). 2014 Standard Catalog of World Coins (ط. 41st). ص. 1636.
17. ↑  Hargreaves 1972، صفحة 181-183.
18. 1 2 3 4  Cuhaj، George S. (2015). 2014 Standard Catalog of World Coins (ط. 41st). ص. 1636.Cuhaj, George S. (2015). 2014 Standard Catalog of World Coins (41st ed.). p. 1636.

### الفهرس
- Hargreaves، R. P. (1972). From Beads to Banknotes. Dunedin: John McIndoe.
- Stocker، Mark (2005). "'A Very Satisfactory Series': The 1933 New Zealand Coinage Designs" (PDF). British Numismatic Journal. ج. 75: 142–160. مؤرشف (PDF) من الأصل في 2023-11-08. اطلع عليه بتاريخ 2023-11-24.